# Wacha (canción)
«Wacha» es una canción de los cantantes y raperos argentinos Khea y Duki. Fue lanzado el 1 de abril de 2021 a través de Young Flex e Interscope Records. La canción llegó al top 3 de la lista Billboard Argentina Hot 100. Está es la tercera canción de solo los dos artistas, la primera fue «She Don't Give a Fo» lanzada en 2017 y la segunda fue «Hitboy» lanzada en 2019 perteneciente al álbum debut de Duki, Súper sangre joven, desde esa canción el dúo se hace llamar Los Hitboys.

## Antecedentes y composición
La canción fue escrita por Khea desde 2018 sin embargo por ciertos problemas no pudo salir antes, se planeaba salir desde 2019 ya había confirmado a Duki sin embargo tampoco pudo salir en ese tiempo. Fue hasta 2021 que salió a la luz publicado en el canal de Khea.
La palabra wacha o wacho es un término usado para referirse a una persona por lo regular se usa para referirse a personas jóvenes o entre personas jóvenes, por lo regular se dice mucho en Sudamérica principalmente en Argentina. En el tema también se puede oír la palabra "guaya", Khea dice que la palabra es por la canción de Don Omar llamada "Guaya".

## Vídeo musical
El vídeo musical de la canción se lanzó el mismo día del lanzamiento del sencillo, fue publicado en el canal oficial de Khea en Youtube. El vídeo cuenta con la participación de amigos de Khea y Duki y de artistas como Midel, Asan, Tiago PZK, Lit Killah entre otros.
El vídeo cuenta con más de 60 millones de visitas.

## Posicionamiento en listas
| Listas (2021)                 | Mejor posición |
| ----------------------------- | -------------- |
| Argentina (Argentina Hot 100) | 3              |
| España (Top 100 Canciones)    | 52             |
| Global Excl. US (Billboard)   | 117            |
| Uruguay (Monitor Latino)      | 17             |